# Eupithecia tremula
Eupithecia tremula là một loài bướm đêm trong họ Geometridae.